# Едіт Меріон Патч
Едіт Меріон Патч (Edith Marion Patch; 27 липня 1876 — 28 вересня 1954) — американська ентомологиня і письменниця. Народилася у Вустері, штат Массачусетс, здобула науковий ступінь в Університеті Міннесоти в 1901 році і спочатку почала кар'єру вчителя англійської мови, перш ніж мати можливість організувати кафедру ентомології в Університеті Мену. У 1904 році очолила кафедру ентомології, і, попри побоювання кількох колег-чоловіків щодо того, що кафедру очолить жінка, вона залишалася на цій посаді до виходу на пенсію в 1937 році. Патч визнана першою справді успішною професійною жінкою-ентомологом у Сполучених Штатах.
Патч здобула ступінь магістра в університеті Мен у 1910 році та ступінь доктора філософії Корнелльського університету в Ітаці, штат Нью-Йорк, у 1911 році. Під час своєї кар'єри визнана експерткою з попелиць і опублікувала Каталог харчових рослин попелиці в 1938 році. Її обрали президентом Американського товариства вивчення природи, а в 1930 році стала першою жінкою-президентом Ентомологічного товариства Америки. Резиденція Патч в Олд-Тауні, штат Мен, була додана до Національного реєстру історичних місць у 2001 році.

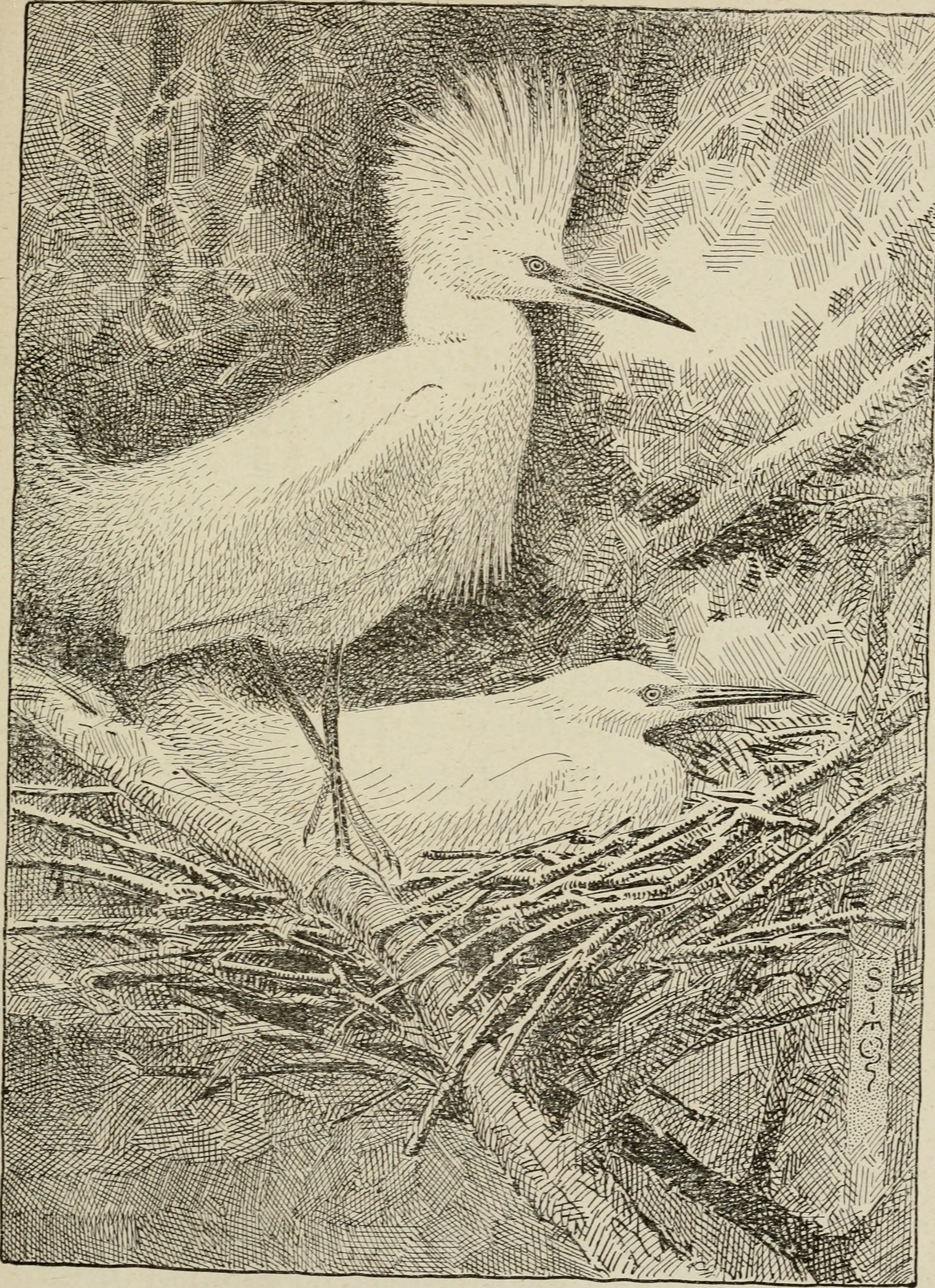
Пташині історії

## Раннє життя
Едіт Меріон Патч була молодшою з шести дітей Вільяма Віппла Патча молодшого та Саломе Дженкс. Після громадянської війни родина переїхала до Нью-Вінтона, штат Айова, але повернулася до Вустера в 1872 році. Її інтерес до природної історії став очевидним у ранньому дитинстві, і вона ходила біля свого дому, вивчаючи тварин, квіти та рослини, які вона там бачила. Сім'я переїхала до Міннеаполіса, штат Міннесота, у 1881 році, коли їй було вісім років, а через два роки знову виїхала в сільську місцевість, коли вона змогла відновити свої інтереси до природної історії. Ще в школі вона мала достатньо знань, щоб написати твір про метелика-монарха, який приніс їй приз на конкурсі. За свою винагороду в розмірі 25 доларів вона купила примірник «Посібника з вивчення комах» Джона Генрі Комстока з ілюстраціями Анни Ботсфорд Комсток. Після закінчення Південної середньої школи Міннеаполіса в 1896 році Патч вступила до Університету Міннесоти, який отримав ступінь бакалавра в 1901 році. Спочатку вона не змогла знайти відповідну роботу ентомологом і два роки викладала англійську мову в середній школі, але дістала свій шанс, коли доктор Чарльз Д. Вудс запропонував їй неоплачувану посаду. Робота була в Університеті Мен на сільськогосподарській експериментальній станції штату Мен, де вона відкрила відділ ентомології. Рішення Вудс призначити на посаду на основі заслуг, а не статі було підтверджено, коли наступного року їй надали роботу на повну ставку.

## Кар'єра

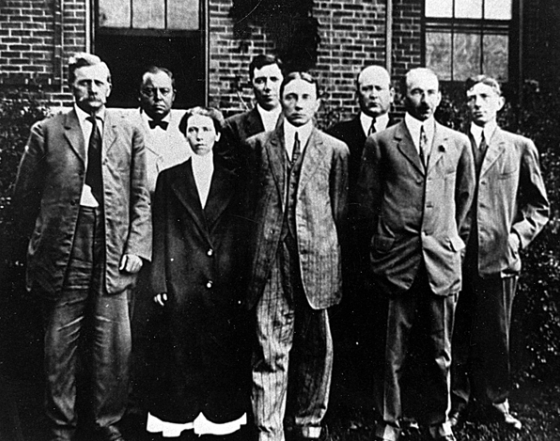
Патч та інший персонал сільськогосподарської експериментальної станції штату Мен, бл. 1915 рік

Патч завжди займалася практичним застосуванням ентомології і писала бюлетені про шкідників сільськогосподарських і садових культур штату Мен і лісових дерев. Її спеціалізацією були попелиці з їхньою складною життєвою історією, здатністю передавати віруси та змінними рослинами-господарями. Можливо, на цей вибір вплинув той факт, що вона працювала з професором Естлундом, експертом з попелиць, у Міннесоті до вступу в університет. Вона залишалася в Університеті Мен протягом усієї своєї кар'єри, здобувши ступінь магістра в 1911 році й докторський ступінь у Корнелльському університеті через рік. Під час навчання в Корнелі вона подружилася з родиною Комстоків. Вона опублікувала близько вісімдесяти наукових робіт про попелиць, їх ідентифікацію, біологію та роль, яку вони відіграють у навколишньому середовищі. Вона зробила важливе відкриття, що яйця баштанної попелиці зимували на бур'яні Sedum purpureum, і що видалення цього бур'яну з околиць зменшило зараження посівів наступного року. У 1938 році вона опублікувала важливу книгу «Каталог кормових рослин для попелиць», у якій перерахувала свої відкриття щодо рослин-господарів, які використовують різні види попелиць.
Вона також публікувала статті в Maine Agricultural Experiment Station Bulletin та писала інші статті для широкої публіки в садівничих журналах, Atlantic Monthly Magazine, Maine naturalist і Scientific Monthly Magazine. Вона усвідомила, наскільки корисними можуть бути корисні комахи для боротьби зі шкідниками, і не схвалювала безладне застосування пестицидів. У цьому її ідеї передували Рейчел Карсон на сорок років. Патч зібрала велику колекцію попелиць, яка зберігається як частина Канадської національної колекції в Оттаві. Колекція містить як крилаті, так і безкрилі форми кожного виду й широко використовується дослідниками. Патч вважалася світовим авторитетом з попелиць, і на її честь назвали два роди, п'ять видів і один підвид. Вона сама була авторкою низки новоописаних видів.
У 1924 році Патч очолила сільськогосподарську експериментальну станцію штату Мен. У 1926 році її призначили до Комітету номенклатури Американської асоціації економічних ентомологів, яка пізніше стала Ентомологічним товариством Америки.
У 1930 році Патч обрана президентом Американського товариства вивчення природи Того ж року вона також стала першою жінкою-президентом Ентомологічного товариства Америки. Наприкінці кар'єри Університет штату Мен Едіт Меріон Патч надав їй ступінь почесного доктора в 1937 році, а в 1940 році її введено до почесного наукового братства Sigma Delta Epsilon.

## Письменницька кар'єра

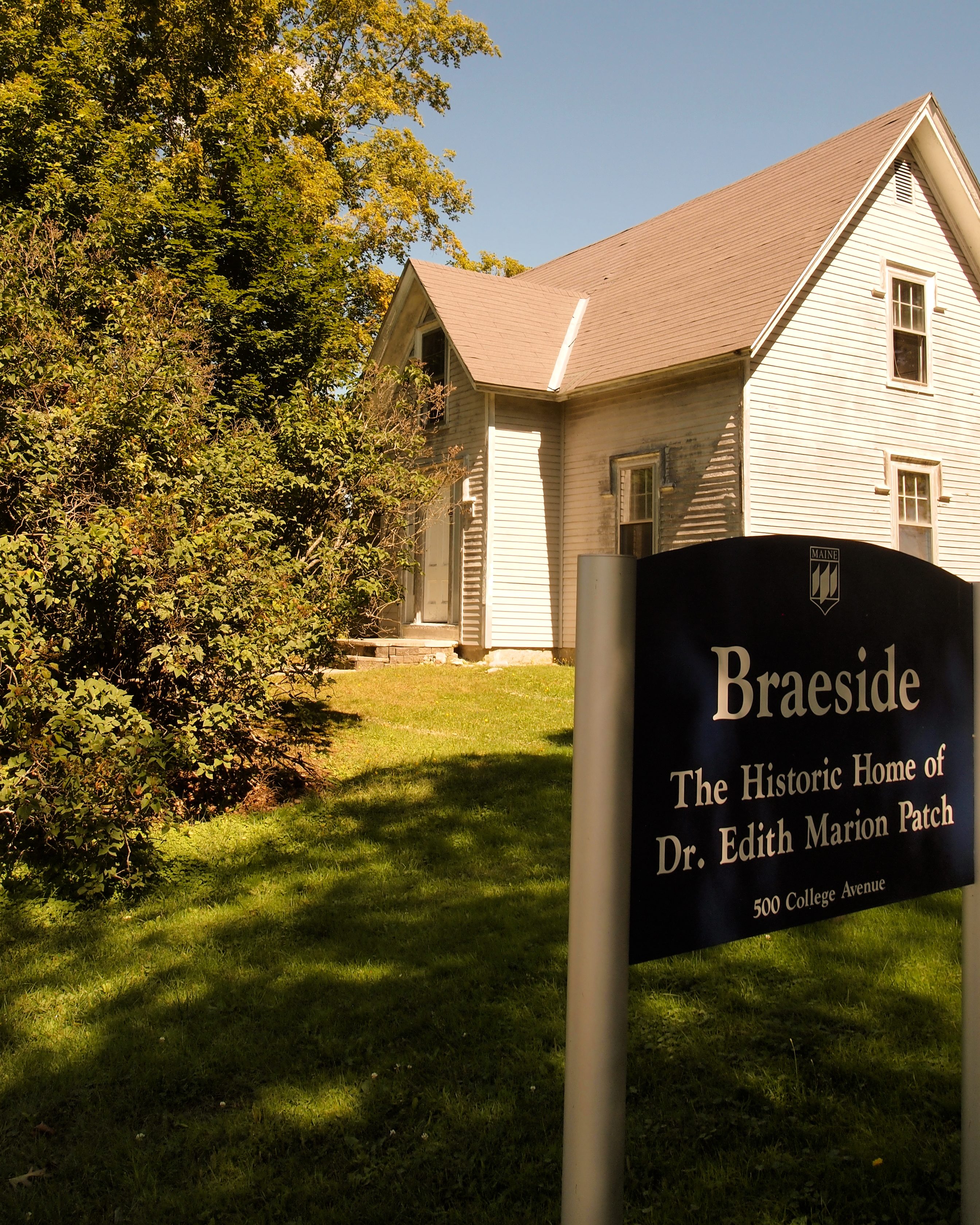
Дім Патч площею 50 акрів біля річки Стіллвотер в Олд-Тауні, штат Мен

Здобувши ступінь доктора філософії, Патч почала писати книжки й журнальні статті з природознавства для дітей, покликані стимулювати їхній інтерес та ентузіазм до світу природи. Спочатку ці твори публікувало видавництво Pine Cone Publishing Company в Ороно, яке, здається, було її власним підприємством. У 1913 році Патч опублікувала Dame Bug and her Babies, збірку з 18 історій про комах-матерів та їхніх дитинчат. Це спонукало Патч і далі навчати молодь про природу через її твори. Додаткове видання, Little Gateways to Science, розповідало історію про 12 птахів і несприятливий вплив людської діяльності на світ природи. Пізніше, коли вона здобула репутацію письменниці природознавства для дітей, її найняло відоме видавництво Macmillan Publishers. Разом з ними вона випустила серію «Канікули» про дику природу та рослини, які зустрічаються в різних середовищах існування, серію «Сусіди» з інформацією про диких тварин у їхніх природних умовах, а також «Наукові читанки» для шкіл, які охоплюють наукові теми для дітей до восьмого класу.